# Тодд, Кейт
Кейт Тодд (англ. Kate Todd) — канадская певица, музыкант и актриса.

## Биография
Родилась 12 декабря 1987 года. Её детство прошло немногим севернее Торонто, в городке Иннисфил, где она с отличием окончила среднюю школу, имея также немало дипломов и наград различных конкурсов. На протяжении детства и юности её звали Кэти Тодд. Имя Кейт она взяла, начав свою публичную карьеру.
Известность пришла к Тодд в 14 лет, когда она исполнила роль Лили Рэндалл в сериале «Радио Роско». Сериал продержался два сезона. За это время он завоевал немало различных ТВ-наград, некоторые из которых — персонально Кейт Тодд.

## Дискография
- Finding My Way (2012)
- Country Christmas (2014)
- Anywhere With You (2015)

## Фильмография
| Год       | Название                      | Роль                      | Примечания                                          |
| --------- | ----------------------------- | ------------------------- | --------------------------------------------------- |
| 2002      | Школа «Чёрная дыра»           | Кэсси                     | 1 эпизод                                            |
| 2003—2005 | Радио Роско                   | Лилли «Шэди Лэйн» Рэндалл | 52 эпизода                                          |
| 2004      | Реальный доступ               | камео                     | 1 эпизод                                            |
| 2005      | Больше секса и мать-одиночка  | Кэрол Энн                 | ТВ                                                  |
| 2006      | Буки оставляет свой след      | Глория                    | ТВ                                                  |
| 2007      | Кусочки Трэйси                | Дебби Додж                | роль второго плана                                  |
| 2007      | Ярость гризли                 | Лорен Финдли              | главная роль                                        |
| 2007      | Естественно, Сэйди            | Джен                      | приглашённая звезда                                 |
| 2007—2008 | Жизнь с Дереком               | Салли                     | 10 эпизодов                                         |
| 2008      | Деграсси: Следующее поколение | Наташа                    | сезон 7; 2 эпизод                                   |
| 2008      | Спасение Бога                 | Шерри Батлер              | роль второго плана                                  |
| 2009      | Гриффины                      | Хайди Монтаг              | эпизод («We Love You, Conrad», приглашённая звезда) |
| 2009—2010 | Обналичивание                 | Крисси Истмен             | 7 эпизодов                                          |
| 2010      | Моя няня — вампир             | Эрика                     | главная роль                                        |
| 2011      | Копы-новобранцы               | Джейн Эдди                | приглашённая звезда                                 |
| 2011—2012 | Моя няня — вампир             | Эрика                     | 26 эпизодов                                         |
| 2012      | Дерзкий Лос-Анджелес          | Кэти                      | 4 эпизода                                           |
| 2012      | S is for Bird                 | девушка в закусочной      | короткометражный фильм                              |
| 2013      | Судьба хорошей ведьмы         | Хелен                     | ТВ                                                  |
| 2013      | Сатисфакция                   | Тейлор                    | эпизод «Mo Money, Mo Problems»                      |
| 2014      | Зов крови                     | Доминик                   | 1 эпизод                                            |
| 2014      | Assassin’s Creed Unity        | Бишоп                     | видео-игра                                          |
| 2015      | Assassin's Creed Syndicate    | Бишоп                     | видео-игра                                          |

## Награды и номинации
| Year | Award                                       | Category                           | Result    |
| ---- | ------------------------------------------- | ---------------------------------- | --------- |
| 2012 | Radio Nation Music Awards                   | Лучший новый альбом                | Победа    |
| 2013 | Country Music Association of Ontario Awards | Лучшая восходящая звезда           | Номинация |
| 2014 | Country Music Association of Ontario Awards | Лучшая восходящая звезда           | Номинация |
| 2014 | Toronto Independent Music Awards            | Лучший исполнитель страны          | Номинация |
| 2015 | Toronto Independent Music Awards            | Лучший исполнитель страны          | Номинация |
| 2016 | Josie Music Awards                          | Лучший Артист Года — исполнительца | Номинация |
| 2016 | Josie Music Awards                          | Выступление года (исполнительница) | Номинация |
| 2016 | Josie Music Awards                          | Лучший автор песен года (женщина)  | Номинация |
| 2016 | Josie Music Awards                          | Универсальный артист года          | Победа    |